# Haliplectus dorsalis
Haliplectus dorsalis is een rondwormensoort uit de familie van de Haliplectidae. De wetenschappelijke naam van de soort is voor het eerst geldig gepubliceerd in 1956 door Chitwood.